# SN 2002hk
SN 2002hk – supernowa typu II odkryta 2 listopada 2002 roku w galaktyce M+07-15-06. W momencie odkrycia miała maksymalną jasność 18,20m.